# Michelle Capes
Michelle Capes (anglès: Michelle Hager)  (East Fremantle, 3 d'octubre de 1966), de casada Michelle Hager, és una jugadora d'hoquei sobre herba australiana, ja retirada, que va competir durant la dècada de 1980. És germana de Lee Capes i està casada amb Mark Hager, ambdós jugadors d'hoquei sobre herba.
El 1988 va prendre part en els Jocs Olímpics de Seül, on guanyà la medalla d'or en la competició d'hoquei sobre herba. Quatre anys més tard, als jocs de Barcelona, fou cinquena en la mateixa competició. En el seu palmarès també destaca una medalla de plata al Champions Trophy.
El 1989 va rebre la medalla de l'Orde d'Austràlia i el 2000 la Medalla australiana de l'esport en reconeixement pels seus serveis a l'hoquei.